# لورئو
لورئو (به ایتالیایی: Loreo) یک کومونه در ایتالیا است که در استان روویگو واقع شده‌است. لورئو ۳۹٫۶ کیلومتر مربع مساحت و ۳٬۸۷۳ نفر جمعیت دارد.